# Пєтухов Олексій Євгенович
Олексі́́й Євге́нович Пєтухо́в (рос. Алексей Евгеньевич Петухов, *28 червня 1983) — російський лижник, призер Олімпійських ігор. 
Олексій Пєтухов бере участь в етапах Кубка світу з 2003. Спеціалізується у спринті. Першу перемогу Пєтухов отримав у грудні 2009. Всього, станом на червень 2010, на його рахунку дві перемоги на етапах Кубка світу. 
На Олімпіаді у Ванкувері Пєтухов разом зі Миколою Мориловим виборов бронзові медалі у командному спринті.